# Rue Jean-Moulin (Lille)
Pour les articles homonymes, voir Rue Jean-Moulin.
La rue Jean-Moulin est  une rue de Lille. 

## Situation et accès

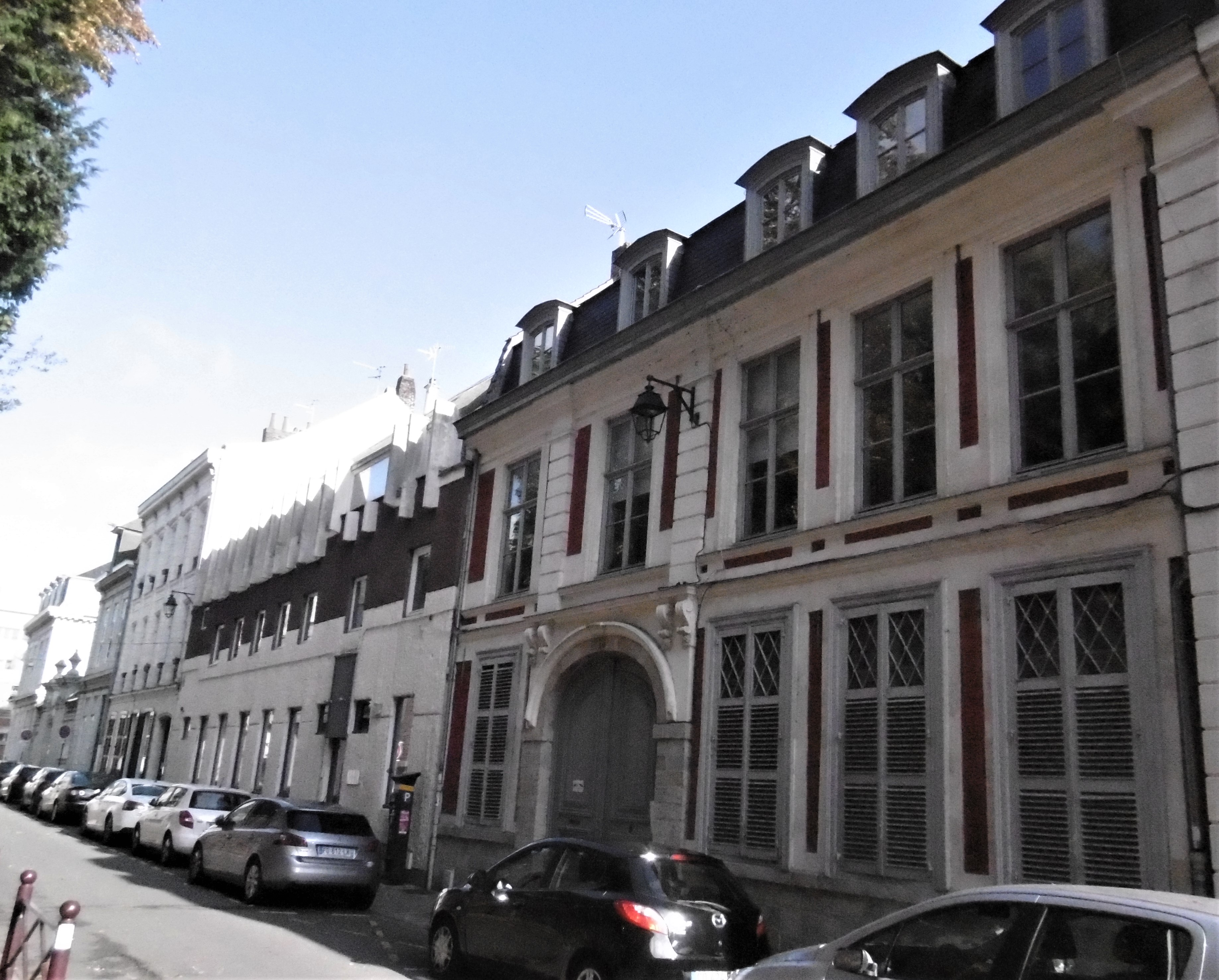
20-22 rue Jean Moulin

Située dans le quartier du Vieux-Lille, la rue relie la rue Négrier, sans prolongement au-delà de celle-ci, à la rue d’Angleterre où la rue des Trois Mollettes également étroite est en décalage de son axe, et ne comporte aucun croisement avec d’autres voies. Elle est à sens unique de circulation.
C’est une voie résidentielle  calme sans commerce, bordée en majorité par des maisons basses d’un ou deux  étages de la fin du XVIIe siècle ou du  XVIIIe siècle de style classique lillois restaurées à la fin du XXe siècle, de quelques maisons de même gabarit de la première moitié XIXe siècle et d’un seul immeuble de construction récente. Elle longe, sur la partie centrale de son côté impair, le mur de la cour du centre scolaire Saint-Paul dont l’entrée est située rue Royale.
La rue Jean-Moulin comprend également deux hôtels particuliers.

## Origine du nom
Elle rend hommage à Jean Moulin (1899-1943) fondateur du Conseil national de la Résistance.

## Historique
La rue est créée lors de l’agrandissement de Lille de 1670 après la conquête de la ville par Louis XIV, à l’emplacement du rempart démoli et de son fossé comblé. Au nord-est de la rue jusqu'à la Basse Deûle, (à l'emplacement de l'angle de l'actuelle rue du Pont-Neuf et de l'avenue du Peuple belge), cette fortification correspondait au premier mur d’enceinte datant de l’époque d'origine de la ville au XIe siècle, mentionné dans la Charte de fondation de la collégiale Saint-Pierre de 1066. Ce rempart primitif se prolongeait, dans une direction sud, près du tracé de l'actuelle rue des trois Mollettes jusqu'à la tour Isambard située dans la cour du refuge de l'Abbaye de Loos. À l'ouest de l'emplacement de la rue Jean-Moulin, jusqu'à la porte de la Barre, l'enceinte ayant englobé l'ancien faubourg de Weppes ou paroisse Sainte-Catherine datait du XIIIe siècle ou du XIVe siècle.
La rue est dans l’axe du Bucquet, dérivation de la Deûle qui alimentait le fossé du rempart .
Avant la création de cette enceinte et de son fossé, ce cours d’eau s’écoulait à l’emplacement de la rue Jean-Moulin jusqu’au canal de Weppes ou canal Saint-Pierre (à l’angle de la rue des Trois Mollettes et de la place Gilleson), peut-être au-delà jusqu’au cours primitif de la Deûle aux environs de la Grand’Place,.
Lors de l’agrandissement de la ville de 1670, le fossé du rempart est comblé et le cours du Bucquet est dévié dans un canal souterrain nommé canal de la Citadelle dont le parcours était situé entre les rues Dauphine (actuelle rue de Jemmapes) et rue du Pont-Neuf. Ce canal  se jetait dans la Basse-Deûle (avenue du Peuple-belge) entre la  rue de l’Entrepôt et la rue du Pont-Neuf face à l’actuel square Grimonprez.
La rue dans le prolongement d’une courte impasse qui donnait sur l’enceinte est rapidement urbanisée ainsi que les rues environnantes ouvertes sur l’extension de la ville, ce qu’atteste le plan de Frederik de Wit représentant la ville antérieurement à 1698 (aux environs de 1680).
Dès cette époque toute trace de l’ancienne fortification avait disparu.
Nommée « rue Marais », « rue du Marais » sur les plans du début du  XVIIIe siècle, peut-être en raison du caractère marécageux de son site originel elle est renommée « rue Jean-Moulin » après la Deuxième Guerre mondiale.

La rue Marais avant et après l’agrandissement de 1670
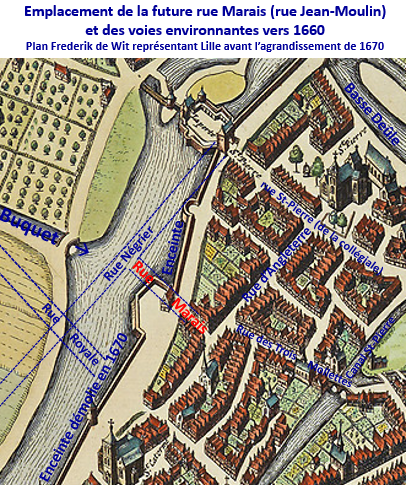
Rue des Marais (Jean-Moulin) sur plan représentant Lille vers 1640
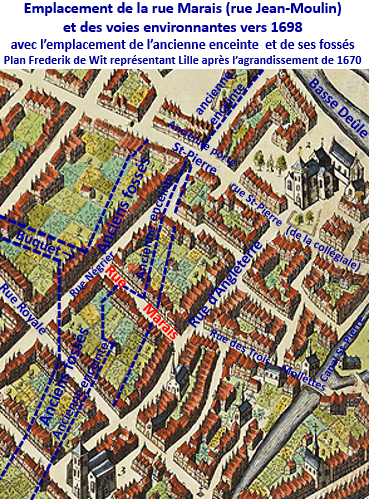
Rue Marais (Jean-Moulin) vers 1680

## Bâtiments remarquables et lieux de mémoire

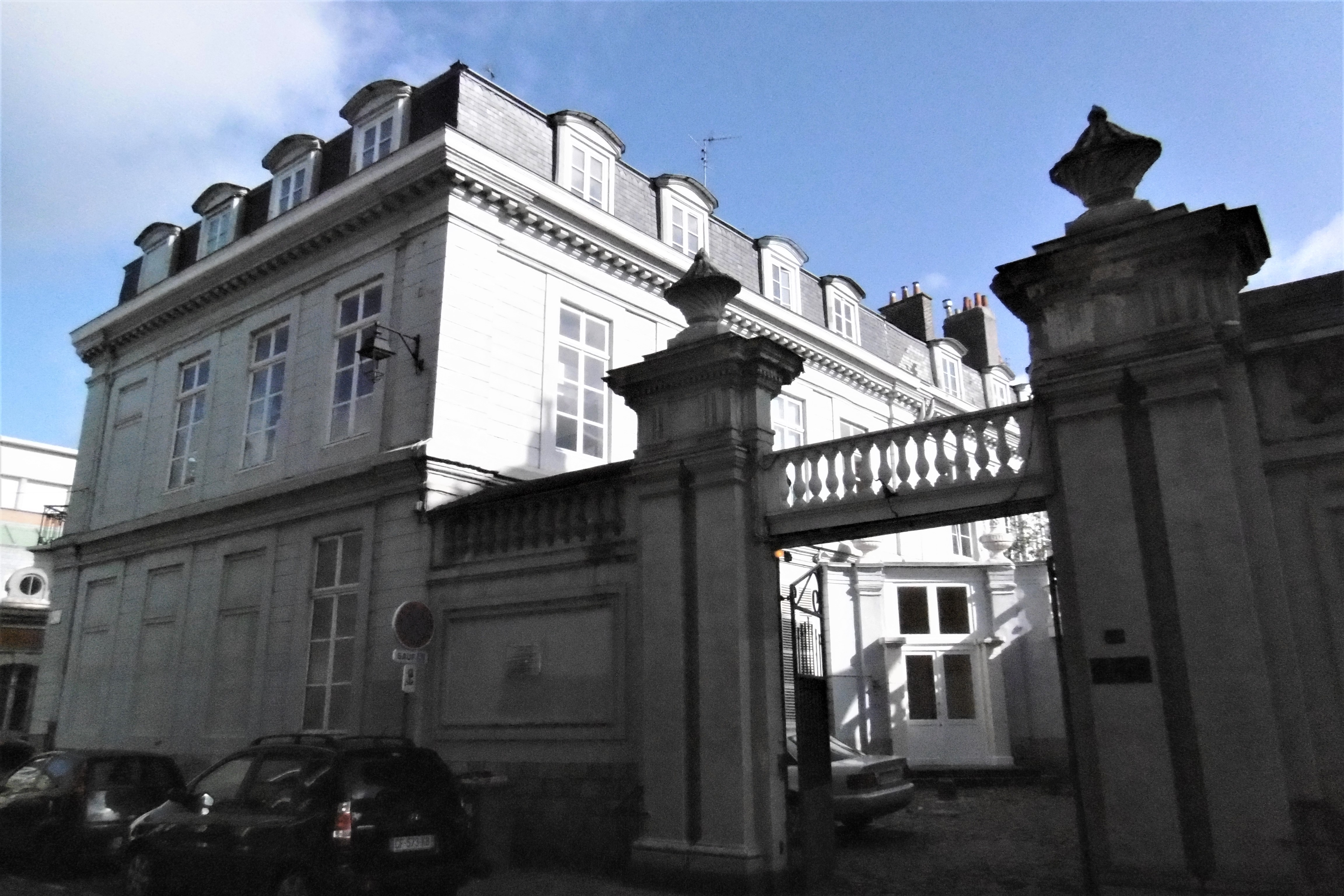
no 26 rue Jean Moulin

- L’hôtel particulier du  XVIIIe siècle au no 26, à l’angle de la rue Négrier était la résidence de la grand-mère de Marguerite Yourcenar où l’écrivain passait les hivers dans son enfance. Marguerite Yourcenar évoque ces séjours dans Archives du Nord : « Je repère au fond de ma mémoire les marches de marbre d'un escalier, une rampe qui tourne, les grands arbres du spacieux jardins et une galerie sur arcades. Ces demeures grises, un peu froides, impeccablement tirées au cordeau, du temps des intendants français, qui ont remplacé à Lille les vieux logis à pignons sculptés et dorés des maîtres d'œuvre des ducs de Bourgogne ont aussi leur mystère. ». Cet hôtel est actuellement une copropriété d’appartements.
- Hôtel de Tenremonde classé Monument historique.

### Note
1. ↑  Ceci n'est qu'une hypothèse de Jean-Denis Clabaut étayée par l'absence de caves à l'angle des rues Basse et Esquermoise qui permet de supposer l'existence d'un ancien cours d'eau qui se serait prolongé jusqu'à un confluent avec la Deûle près de la future Grand' Place.
2. ↑  supposition de l’historien Jean-Denis Clabaut

#### Monographies
- Jean Caniot, Les canaux de Lille (Deuxième partie), 2007, 416 p. (ISBN 2-9524783-2-5, EAN 9782952478328)